# Georges Bayard
Pour les articles homonymes, voir Bayard.
Œuvres principales
- série Michel
- Série Cécile
- Série César

Georges Bayard est un écrivain français et auteur de romans pour la jeunesse né le 20 mars 1918 à Amiens et mort le 8 octobre 2004 à Montélimar.
Il a mené son activité d'écriture parallèlement à sa carrière d'enseignant de 1952 à 1988. On lui doit notamment la série des Michel, publiée à partir de 1958 chez Hachette dans la collection Bibliothèque verte. S'y sont ajoutées, par la suite, les séries César et Cécile chez le même éditeur. Il a publié quelques romans sous les pseudonymes de Georges Travelier et Jean-Pierre Decrest.

## Biographie
Issu d'une famille modeste, Georges Bayard passe son enfance dans la Somme à Corbie. Il étudie ensuite à l'École normale d'instituteurs d'Amiens dont il sort diplômé en 1937.
Lors de la Seconde Guerre mondiale, il est mobilisé en 1939 comme officier de réserve. Après l'armistice, il rejoint la Résistance et réintègre l'armée régulière en 1944. Ses faits d'armes lui valent la Croix de guerre 1939-1945 et la Médaille de la Résistance.
Il quitte l'armée en 1952 avec un diplôme d'interprétariat anglais en poche, pour exercer le métier d'enseignant auquel sa formation le destinait. Il est d'abord nommé dans le Nord, puis à Antony (Hauts-de-Seine) où il accomplit le reste de sa carrière. Son épouse, Louise Marandet, par ailleurs artiste-peintre, y enseigne également.
Il rencontre le monde de la littérature pour la jeunesse quand il se voit confier la traduction de cinq aventures de Simon Black, héros créé par l'auteur australien Ivan Southall. Il publie ensuite de sa plume de nombreux récits et contes pour des périodiques pour enfants et adolescents tels que Benjamin, Le Journal de Tintin, Le Journal de Mickey, etc. Après deux premiers romans historiques (La Chanson du cabestan et Amérique an mille), il publie en 1958 chez Hachette Michel mène l'enquête puis Michel et la falaise mystérieuse. L'un et l'autre séduisent rapidement le public adolescent et ouvrent la voie à une longue série de succès.
Georges Bayard prend sa retraite en 1988 et se retire à Soyans (Drôme) où il possède une résidence secondaire depuis 1959.

## Œuvre
(liste non exhaustive)

### Sous le nom de Georges Bayard

#### Séries
- Michel − Hachette, Paris, coll. « Bibliothèque verte », 1958-1985, 39 volumes.

- Cécile − Hachette, Paris, coll. « Bibliothèque verte », 1982-1987, 9 volumes.
- César − Hachette, Paris, coll. « Bibliothèque rose », 1964-1980, 6 volumes.

#### Romans hors série
- 1959 : L’École des détectives, Hachette, Paris, coll. « Bibliothèque verte ».
- 1959 : Les 5000 francs d'Alain Cloche-Dur, Hachette, Paris, coll. « Bibliothèque rose », Paris.
- 1960 : Les Fidji chantent à minuit, Delagrave, Paris.
- 1962 : Les Pionniers du déluge, Delagrave, Paris.
- 1966 : Le Mystère de l'Anita, Delagrave, Paris.
- 1988 : Moi, Eric le Rouge : viking qui le premier vogua vers l'ouest à la recherche d'un nouveau monde, Casterman, coll. « Moi, mémoires », Paris  (ISBN 2203155035).

### Sous le pseudonyme deGeorges Travelier
- 1957 : La Chanson du cabestan − Illustrations de Giannini ; éditions Fleurus, Paris, collection « Caravelles ».
- 1959 : Amérique an mille − Illustrations de Jean Giraud et Guy Mouminoux, Fleurus/Gautier-Languereau, Paris, coll. « Jean-François ».
- 1961 : Enquête à Hambourg − Illustrations de Noël Gloesner ; Fleurus, Paris.
- 1961 : S.O.S. Pikkolo − Illustrations de Noël Gloesner ;  Fleurus, Paris.
- 1962 : L'Urganda, yacht fantôme − Illustrations de Noël Gloesner ; Fleurus, Paris, coll. « Monique ».

### Sous le pseudonyme deJean-Pierre Decrest
- 1979 : À manipuler avec précaution − Illustré par Serge Ceccarelli ; Hachette, Paris, coll. « Bibliothèque verte Senior »  (ISBN 2010061462)
- 1979 Le Réseau Pluton − Illustrations de Philippe Corré ; Hachette, Paris, coll. « Bibliothèque verte Senior »  (ISBN 2010053982)

### Adaptation à la télévision
- 1989 : Série télévisée par IMA Productions et TF1 : Les Compagnons de l'aventure : Michel (Michel connaît la musique, Michel et le trésor perdu, Michel et les deux larrons, Michel et la preuve par sept, Michel et les casseurs, Michel mène l'enquête).